# Bandera de l'Afganistan
La bandera de l'Emirat Islàmic de l'Afganistan és la bandera nacional de l'Afganistan adoptada el 15 d'agost de 2021, després de la victòria dels talibans a la guerra de 2001-2021. És una bandera blanca llisa amb les paraules de la xahada (la declaració de fe islàmica) al centre en negre. El color blanc remet a la puresa de la fe i al govern talibà.
Des de la tercera guerra anglo-afganesa de 1919, també coneguda com a guerra de la independència, l'Afganistan ha utilitzat unes dinou banderes nacionals, més que cap altre país en aquest període. L'anterior, la bandera tricolor de la República Islàmica de l'Afganistan encara és reconeguda internacionalment i és emprada pels grups nacionals de resistència.
La bandera nacional actual difereix dels emblemes d'altres grups gihadistes, inclosos els d'Al-Qaeda i l'Estat Islàmic, per invertir-ne els colors, tenint el blanc com a color principal i la xahada en negre. Aquesta bandera afganesa actual probablement es va inspirar en l'històric Califat Omeia, que va iniciar la conquesta musulmana del subcontinent indi.

## Bandera de la República Islàmica
L'anterior bandera de l'Afganistan va ser adoptada pel govern de transició del 2002. La bandera és semblant a la que havia voleiat al país durant la monarquia, entre 1930 i 1973. La diferència és l'afegit de la xahada al cim i al centre de l'escut d'armes.
Aquesta bandera estava formada per tres franges verticals, de color negre, vermell i verd. Al centre hi ha el clàssic emblema de l'Afganistan amb una mesquita. El significat dels colors varia segons les fonts consultades: el negre correspondria al passat fosc del país quan era una colònia, alhora que un homenatge a les antigues banderes dels regnes afgans; el vermell seria la sang de la lluita per la independència i el verd simbolitzaria al mateix temps l'esperança en el futur i el color de l'Islam.
L'era pre-talibà i la bandera de l'Aliança del Nord posseïen el mateix emblema, però amb els colors en franges horitzontals.

## Evolució històrica de les banderes oficials de l'Afganistan

Bandera de l'Imperi Durrani, predecessor de l'Emirat d'Afganistan (1818-1842)
Primera bandera de l'Emirat d'Afganistan (1901-1919)
Segona bandera de l'Emirat d'Afganistan (1919–1926)
Primera bandera del Regne d'Afganistan (1926–1928)
Segona bandera del Regne d'Afganistan, inspirada en la bandera de la República de Weimar (1928)
Tercera bandera del Regne d'Afganistan, amb influència socialista a l'escut (1928–1929)
Quarta bandera del Regne d'Afganistan, utilitzada pels opositors a l'Emirat d'Afganistan durant la guerra civil (1929)
Bandera de l'Emirat d'Afganistan (1929)
Cinquena bandera del Regne d'Afganistan utilitzada durant la transició després de la guerra civil (1929)
Sisena bandera del Regne d'Afganistan (1929-1931)
Setena bandera del Regne d'Afganistan (1931–1973)
Primera bandera de la República d'Afganistan (1973-1974)
Segona bandera de la República d'Afganistan (1974-1978)
Primera bandera de la República Democràtica d'Afganistan (1978)
Segona bandera de la República Democràtica d'Afganistan (1978-1980)
Tercera bandera de la República Democràtica d'Afganistan (1980-1987)
Bandera de la República d'Afganistan, encara amb el govern comunista (1987-1992)
Bandera provisional de l'Estat Islàmic d'Afganistan (1992)
Bandera de l'Estat Islàmic d'Afganistan (1992-1996)
Primera bandera de l'Emirat Islàmic d'Afganistan (1996-1997)
Segona bandera de l'Emirat Islàmic d'Afganistan (1997-2001)
Primera bandera de la República Islàmica d'Afganistan (2001-2002)
Segona bandera de la República Islàmica d'Afganistan (2002)
Tercera bandera de la República Islàmica d'Afganistan (2002-2004)
Quarta bandera de la República Islàmica d'Afganistan (2004-2021)